# 丰久涅省

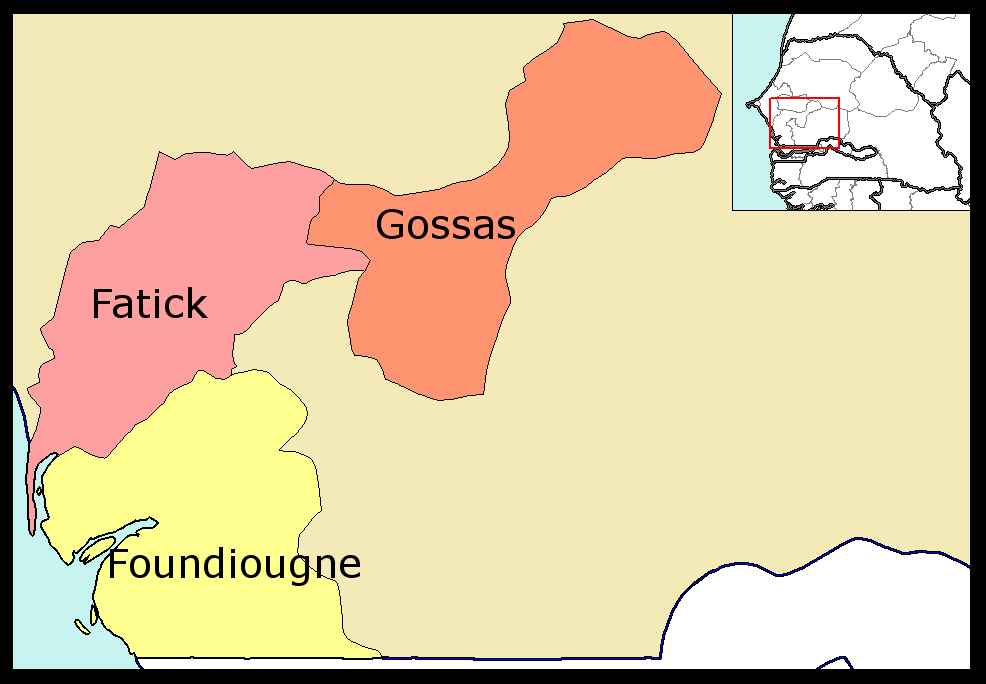

14°08′N 16°28′W / 14.133°N 16.467°W
丰久涅省（法語：Département de Foundiougne），又译方久尼省，是塞內加爾的省份，位於該國西部，由法蒂克區負責管轄，北面是法蒂克省，面積2,959平方公里，2013年人口273,436，人口密度每平方公里92人。